# Recioto di Soave
Recioto di Soave è una DOCG riservata a un vino prodotto in provincia di Verona. 
Prende il nome dal termine veneto récia ("orecchia"), che indica la tipica "ala" del grappolo di Garganega utilizzato tradizionalmente per appendere l'uva ad appassire.

## Zona di produzione
La zona è compresa nell'area collinare dei comuni di Soave, Monteforte d'Alpone, San Martino Buon Albergo, Mezzane di Sotto, Roncà, Montecchia di Crosara, San Giovanni Ilarione, Cazzano di Tramigna, Colognola ai Colli, Caldiero, Illasi e Lavagno in provincia di Verona.
La menzione "Classico" è riservata al vino ottenuto da uve provenienti dalla zona storica (area collinare) del territorio dei comuni di Soave e Monteforte d'Alpone.

## Storia
Già nel V secolo Cassiodoro, ministro di Teodorico il Grande re degli Ostrogoti, cita un vino "acinatico bianco", che veniva espressamente richiesto per essere servito alla corte reale, chiamandolo «ottenuto da uve scelte dalle domestiche pergole». Nel Settecento il marchese Scipione Maffei fu il primo a riportare indicazioni precise sulle modalità di produzione del Recioto, che consistevano ne «il serbar l’uva fino a dicembre, lo spremerla poi delicatamente nel gran freddo e riporre il mosto, senza metterla a bollire, conservandolo assai tempo prima di porvi mano.». 
L'uva dell'acinatico era chiamata "retica"; solo nel secolo XIX, nell'opera del bolognese Pier de Crescenzi, troviamo citata per la prima volta l'uva garganega.
Il Recioto di Soave ottiene il primo riconoscimento nel 1906 alla Fiera campionaria di Milano, alla quale parteciparono alcune case vinicole locai.

## Tecniche di produzione
Le viti devono essere allevate a spalliera semplice e doppia, oppure a pergola veronese con potatura tradizionale, la secolare forma di allevamento della vite in grado di garantire una produzione ottimale. È consentita l'irrigazione di soccorso, prima dell'invaiatura, per non più di due volte all'anno.
La tecnica dell'appassimento prevede che la raccolta delle uve sia fatta esclusivamente a mano, selezionando i grappoli migliori. Vengono preferiti i grappoli più spargoli, che sono i più adatti. L'uva intatta viene conservata in fruttati asciutti e ben areati, controllandoti periodicamente. Seguono la pigiatura e maturazione del vino a contatto con le fecce fini, seguita dalla fermentazione lenta in botti di piccole dimensioni. Dop la cernita il quantitativo massimo di uva è di 9 tonnellate per ettaro di vigneto in coltura specializzata.
Le operazioni di conservazione delle uve e di vinificazione devono aver luogo unicamente nei comuni su cui ricade la zone delimitata.
L'appassimento delle uve può essere condotto anche con l'ausilio di impianti di condizionamento ambientale purché operanti a temperature analoghe a quelle riscontrabili nel corso dei processi tradizionali di appassimento.
Lo spumante si può ottenere con fermentazione naturale; le lavorazioni devono avvenire nella zona di produzione del vino Soave DOC.
Sulle bottiglie deve sempre essere indicata l'annata di produzione delle uve ed è consentita solo la chiusura con tappo in sughero raso bocca (fatta eccezione per lo spumante)
È prevista la menzione "vigna"

## Disciplinare
La DOC Recioto di Soave è stata istituita con DM 07.05.1998, pubblicato sulla Gazzetta Ufficiale n. 110
Successivamente è stato modificato con;
- DM 19.09.2001, G.U. 228
- DM 18.11.2010, G.U. 283
- DM 30.11.2011, G.U. 295

La versione in vigore è stata approvata con DM 07.03.2014, pubblicato sul sito ufficiale del Mipaaf.

## Tipologie
Esiste un'unica tipologia, a cui si può aggiungere la menzione "classico".

### Recioto di Soave
| uvaggio | Garganega minimo 70%, Trebbiano di Soave (nostrano) fino al 30%, altre uve a bacca bianca fino al 5% |

|                                | vino fermo  | spumante    |
| titolo alcolometrico minimo    | 12,00% vol. | 11,50% vol. |
| zuccheri residui               | 70 g/l.     |             |
| acidità totale minima          | 5,00 g/l.   |             |
| estratto secco minimo          | 25,00 g/l   | 24,00 g/l   |
| resa massima di uva per ettaro | xxx q.      | xxx q.      |
| resa massima di uva in vino    | 40 %        | 42 %        |

#### Caratteri organolettici
Il vino classico ha colore giallo dorato brillante; presenta un profumo intenso, nobile e fruttato, gradevolmente mandorlato, con sentori di fiori secchi, frutta matura sotto spirito.

#### Abbinamenti consigliati
Il Recioto di Soave è consigliato per accompagnare tutte le tipologie di dolci, i formaggi erborinati ed il fois gras.